# Захарово (Вахневское сельское поселение)
Захарово — деревня в Никольском районе Вологодской области.
Входит в состав Вахневского сельского поселения, с точки зрения административно-территориального деления — в Вахневский сельсовет.
Расстояние по автодороге до районного центра Никольска — 37 км, до центра муниципального образования Вахнево — 2 км. Ближайшие населённые пункты — Юшково, Подгорье, Большое Оксилово.
По переписи 2002 года население — 96 человек (46 мужчин, 50 женщин). Всё население — русские.